# Kászonújfalu
Kászonújfalu (románul Cașinu Nou) falu Romániában, Hargita megyében. Közigazgatásilag Kászonaltízhez tartozik.

## Fekvése
Csíkszeredától 34 km-re délkeletre, a Veszes patak két partján fekszik. Kászonaltízhez tartozik, melytől 6 km-re délnyugatra van.

## Nevének eredete
Neve arra utal, hogy a szomszédos Nagykászonnál újabb település volt.

## Története
1477-ben említik először. 1701-ben lett önálló egyházközség, a régi fatemplom helyén ekkor kőkápolna épült, melyhez 1768-ban kőtorony is készült. 1719-ben a falut pestis pusztította. 1849. augusztus 1-jén itt szenved vereséget a magyar sereg a császáriaktól. Itt kísérelte meg Tuzson János őrnagy feltartóztatni az orosz-osztrák sereget.
1910-ben 1758 magyar lakosa volt. A trianoni békeszerződésig Csík vármegye Kászonalcsíki járásához tartozott. 1992-ben 886 lakosából 848 magyar, 30 cigány és 8 román volt.

## Látnivalók
- A mai római katolikus templom 1792 és 1796 között a korábbi torony mellé épült, 1826-ban megújították, mivel földrengés rongálta meg, ekkor kerítéssel is körülvették. 1940-ben és 1977-ben újra földrengés rongálta meg.
- Sóskútfürdő (Kászonújfalu)

## Híres emberek
- Itt született 1907-ben Debreczi Sándor irodalomtörténész, egyetemi tanár.
- Itt született 1927-ben Róka Antal atléta, olimpiai bronzérmes távgyalogló.